# Читем, Бенджамин Франклин
Бенджамин Франклин Читем (англ. Benjamin Franklin Cheatham; 20 октября 1820 — 4  сентября 1886) — американский военный, участник Мексиканской войны, офицер армии Конфедерации во время Гражданской войны в США. Командовал сначала бригадой, с мая 1862 года дивизией Миссисипской армии, участник битвы при Чикамоге и сражений у Чаттануги, в ходе Атлантской кампании отличился в сражении у горы Кеннессо, а после того, как армию возглавил Джон Худ, Читем принял командование корпусом Худа.